# 에프라인 리오스 몬트
호세 에프라인 리오스 몬트(스페인어: José Efraín Ríos Montt, 스페인어 발음: [efɾaˈin ˈrios ˈmont], 1926년 6월 16일~2018년 4월 1일)는 과테말라의 정치인, 군인, 국회의장이다. 2003년 대통령 선거에 여당 과테말라 공화전선 (Frente Republicano Guatemalteco)의 후보로 선거에 나왔지만 첫 번째 경선에서 약 20%의 득표율을 기록해 결선투표에 올라가는데 실패했다.
우에우에테낭고에서 태어난 리오스 몬트는 과테말라에서 가장 논쟁의 여지가 많은 인문들 중 한명이다. 두 사실화해위원회, 로마 가톨릭교회의 후원을 받는 REMHI 리포트, 1996년 확고하고 견고한 평화협정의 일부로서 유엔에 의해 지휘를 받은 CEH 리포트가 리오스 몬트 군사독재에 의해 폭넓게 자행된 학살, 강간, 고문과 원주민 대량학살 등의 인권 남용을 입증했다. 지지자들은 과테말라가 내전으로 인해 불안정해 졌기 때문에 철권 통치를 할 수밖에 없었다고 주장한다. 리오스 몬트는 이따금 좌파 게릴라와 싸우는데 도움을 주었던 미국과 가까운 관계를 맺었다.
리오스 몬트는 과테말라의 36년간 내전 중에 행해진 잔학행위 상당을 초래했던 군사독재 (1982년 - 1983년)을 선두지휘한 것으로 과테말라 외부에 잘 알려져 있다. 1996년 평화협정으로 내전이 종식되었다. 과테말라군과 좌파 반란군이 맞붙었던 내전에서 수많은 마야인 영세농민들이 십자포화를 맞았다. 무력출동안 적어도 20만명의 과테말라인들이 살해당했으며, 현대사에 있어 라틴 아메리카 최악의 전쟁 중 하나가 되었다.
원주민 마야인들은 리오스 몬토의 통치 아래서 큰 고통을 겪었으며, 시골 지역에 사는 그들 중 대다수가 게릴라 정부를 지지하여 은신처를 제공한 것으로 의심되었기 때문에 정부가 의도적으로 수천명의 마야인들을 겨냥했다고 보고되었다. UN이 뒷 받침이 된 공식적인 진실 위원회 (Comisión para el Esclarecimiento Histórico 혹은 CEH)가 이것이 의도적인 대량학살 작전이었다는 사실을 발견했다.
딸 수리 리오스 몬트도 정치인으로 활동하고 있다.

## 참고
1. ↑  국기헌 (2018년 4월 2일). “원주민 집단학살 혐의 전 과테말라 군부 독재자 91세로 사망”. 《연합뉴스》. 2018년 4월 2일에 확인함.
2. ↑  “Guatemala Turns a Page”. 뉴욕 타임즈. 2003년 11월 17일. 2011년 8월 16일에 확인함.
3. ↑  Guatemala: Memory of Silence, Report of the Commission for Historical Clarification
4. ↑  Comision Verdad - Alertanet